# Stokrotki (film)
Stokrotki (cz. Sedmikrásky) – czechosłowacka surrealistyczna tragikomedia z 1966 roku, w reżyserii i według scenariusza Věry Chytilovej. Film, uznawany za kamień milowy czechosłowackiej Nowej Fali, opowiada o dwóch młodych dziewczynach (Jitka Cerhová i Ivana Karbanová) o imieniu Marie, które robią mężczyznom dziwne psikusy. Pierwotnie planowany jako satyra na mieszczańską dekadencję, film wymierzony jest w sztywne zasady rządzące społeczeństwem. Stokrotki odwracają również stereotypowe wyobrażenia o kobietach i przerysowują je na korzyść bohaterek. Film jest uznawany za krytykę autorytaryzmu, w tym komunizmu i patriarchatu, w związku z czym nie został dopuszczony do rozpowszechniania w komunistycznej Czechosłowacji.